# Thomas Novak
Pour les articles homonymes, voir Novak.
Thomas Novak (né le 28 avril 1997 à Saint Paul dans l'État du Minnesota aux États-Unis) est un joueur professionnel américain de hockey sur glace. Il évolue au poste d'attaquant.

## Biographie
Novak commence sa carrière junior avec l'USNTDP Juniors dans l'USHL en 2013-2014. De 2015 à 2019, il poursuit un cursus universitaire à l'Université du Minnesota à Duluth. Il évolue quatre saisons avec les Golden Gophers du Minnesota dans le championnat NCAA. Il est choisi au 3e tour, en 85e position par les Predators de Nashville lors du repêchage d'entrée dans la LNH 2015. Lors de la saison 2018-2019, il joue ses premiers matchs en professionnel dans la Ligue américaine de hockey avec les Admirals de Milwaukee, club-école des Predators de Nashville.
Le 19 octobre 2021, il joue son premier match dans la Ligue nationale de hockey avec les Predators face aux Kings de Los Angeles. Le 23 octobre 2021, il enregistre ses trois premiers points avec trois assistances face aux Jets de Winnipeg. Il marque son premier but dans la LNH face aux Blackhawks de Chicago le 17 décembre 2021.

### Carrière internationale
Il représente les États-Unis en sélections jeunes.

## Statistiques
| Saison     | Équipe                      | Ligue      |     | Saison régulière | Saison régulière | Saison régulière | Saison régulière | Saison régulière |   | Séries éliminatoires | Séries éliminatoires | Séries éliminatoires | Séries éliminatoires | Séries éliminatoires |
| Saison     | Équipe                      | Ligue      | PJ  | B                | A                | Pts              | Pun              | PJ               | B | A                    | Pts                  | Pun                  |                      |                      |
| 2013-2014  | USNTDP Juniors              | USHL       | 2   | 0                | 0                | 0                | 0                | -                | - | -                    | -                    | -                    |                      |                      |
| 2014-2015  | Black Hawks de Waterloo     | USHL       | 46  | 14               | 34               | 48               | 12               | -                | - | -                    | -                    | -                    |                      |                      |
| 2015-2016  | Golden Gophers du Minnesota | B1G        | 37  | 6                | 21               | 27               | 4                | -                | - | -                    | -                    | -                    |                      |                      |
| 2016-2017  | Golden Gophers du Minnesota | B1G        | 20  | 5                | 9                | 14               | 10               | -                | - | -                    | -                    | -                    |                      |                      |
| 2017-2018  | Golden Gophers du Minnesota | B1G        | 34  | 3                | 23               | 26               | 8                | -                | - | -                    | -                    | -                    |                      |                      |
| 2018-2019  | Golden Gophers du Minnesota | B1G        | 38  | 4                | 17               | 21               | 4                | -                | - | -                    | -                    | -                    |                      |                      |
| 2018-2019  | Admirals de Milwaukee       | LAH        | 3   | 0                | 1                | 1                | 0                | 1                | 0 | 0                    | 0                    | 0                    |                      |                      |
| 2019-2020  | Admirals de Milwaukee       | LAH        | 60  | 11               | 31               | 42               | 18               | -                | - | -                    | -                    | -                    |                      |                      |
| 2020-2021  | Wolves de Chicago           | LAH        | 27  | 8                | 24               | 32               | 4                | -                | - | -                    | -                    | -                    |                      |                      |
| 2020-2021  | Everblades de la Floride    | ECHL       | 3   | 1                | 2                | 3                | 0                | -                | - | -                    | -                    | -                    |                      |                      |
| 2020-2021  | Predators de Nashville      | LNH        | 27  | 1                | 6                | 7                | 2                | -                | - | -                    | -                    | -                    |                      |                      |
| 2021-2022  | Admirals de Milwaukee       | LAH        | 42  | 7                | 27               | 34               | 16               | 6                | 1 | 5                    | 6                    | 2                    |                      |                      |
| 2022-2023  | Admirals de Milwaukee       | LAH        | 25  | 11               | 15               | 26               | 2                | -                | - | -                    | -                    | -                    |                      |                      |
| 2022-2023  | Predators de Nashville      | LNH        | 51  | 17               | 26               | 43               | 8                | -                | - | -                    | -                    | -                    |                      |                      |
| 2023-2024  | Predators de Nashville      | LNH        | 71  | 18               | 27               | 45               | 8                | 6                | 0 | 0                    | 0                    | 0                    |                      |                      |
| 2024-2025  | Predators de Nashville      | LNH        | 52  | 13               | 9                | 22               | 4                | -                | - | -                    | -                    | -                    |                      |                      |
| 2024-2025  | Penguins de Pittsburgh      | LNH        | 2   | 0                | 0                | 0                | 0                | -                | - | -                    | -                    | -                    |                      |                      |
| Totaux LNH | Totaux LNH                  | Totaux LNH | 203 | 49               | 68               | 117              | 22               | 6                | 0 | 0                    | 0                    | 0                    |                      |                      |